# Iwan Marinow
Iwan Jordanow Marinow (ur. 24 lutego 1964 roku w Kjustendile – bułgarski piłkarz, grający na pozycji środkowego pomocnika, oraz trener piłkarski.

## Kariera piłkarska
Karierę piłkarską rozpoczynał w Wiełbażdzie Kiustendił, w którego seniorskiej drużynie zadebiutował w wieku szesnastu lat. Klub występował wówczas w Grupie B, a już rok później spadł o jedną klasę rozgrywkową. W 1985 roku Marinow przeniósł się do pierwszoligowej Slawii Sofia, która w tamtym czasie zaliczała się do czołówki ekstraklasy; od 1985 do 1989 roku dwukrotnie (1986 i 1988) zdobyła Puchar Bałkanów, ponadto raz kończyła sezon na trzecim (1985–1986), a raz na czwartym miejscu (1987–1988). Marinow w ekstraklasie w barwach Slawii rozegrał 129 dziewięć meczów, w których strzelił 23 gole.
W latach 90. występował wyłącznie w klubach drugoligowych: ponownie w Welbażdzie, Spartaku Plewen i Marku Dupnica. Piłkarską karierę zakończył w wieku trzydziestu dwu lat w jugosłowiańskim FK Radnički Kragujevac.

## Kariera szkoleniowa
Pracę szkoleniową rozpoczął jako asystent trenera Welbażdu Kjustendił. Następnie wyjechał na staż do włoskiej ACF Fiorentiny, prowadzonej wówczas przez Cesare Prandellego. W grudniu 2006 roku został zatrudniony w występującym w I lidze Łokomotiwie Płowdiw, z którym rozgrywki 2006–2007 zakończył na siódmym miejscu w tabeli.
Do Łokomotiwu powrócił po dwuletniej przerwie, w sierpniu 2009. Wówczas na stanowisku pierwszego trenera zastąpił Ajana Sadykowa. Jednak już po trzech miesiącach złożył dymisję. Jej bezpośrednią przyczyną była porażka w derbowym meczu z Botewem, zakończonym bijatyką na boisku.